# HSG Gütersloh
Die HSG Gütersloh (offiziell Handballspielgemeinschaft Gütersloh e. V.) ist ein Handballverein aus Gütersloh. Die erste Männermannschaft nahm zweimal am DHB-Pokal teil.

## Geschichte

### Struktur
Die HSG Gütersloh entstand im Jahre 1982 durch die Fusion der Handballabteilungen des SV Arminia Gütersloh und vom CVJM Gütersloh. Zwei Jahre später kamen die Handballer vom SV Blau-Gelb Gütersloh hinzu. Nachdem die CVJM-Handballer die HSG im Jahre 1986 wieder verlassen hatten, schlossen sich im Jahre 1994 die Handballer des Gütersloher TV der Spielgemeinschaft an. Der Gütersloher TV gibt das Jahr 1995 für den Beitritt zur HSG an. Spielstätte des Vereins ist die Dreifachsporthalle Bismarckstraße, die auch als Sporthalle Nord bekannt ist.

### Liga
Durch den Beitritt des SV Blau-Gelb Gütersloh spielte die HSG Gütersloh ab 1987 in der Landesliga. In den 1990er Jahren begann eine sportliche Talfahrt, die den Verein im Jahre 1997 in der 1. Kreisklasse ankommen ließ. Mit dem direkten Wiederaufstieg begann ein sportlicher Aufschwung, der die HSG Gütersloh bis 2003 in die Verbandsliga Westfalen führte. Hinter dem Aufschwung stand der Bauunternehmer Werner Schumacher als Sponsor. Der Verein sorgte mit der Verpflichtung des ehemaligen Nationalspielers Peter Gerfen für Schlagzeilen, bevor die Mannschaft in der Saison 2004/05 vom DDR-Rekordnationalspieler Frank-Michael Wahl trainiert wurde. Nach einem dritten Platz in der Aufstiegssaison verweilte die HSG einige Jahre im Mittelfeld der Verbandsliga, ehe die Mannschaft im Jahre 2010 den Aufstieg in die viertklassige Oberliga Westfalen schaffte. Zwei Jahre später folgte der Abstieg in die Verbandsliga.
Im Jahre 2018 musste die Mannschaft den Gang in die Landesliga antreten, dem ein Jahr später der Abstieg in die Bezirksliga folgte. Als die HSG Gütersloh im Jahre 2023 auch aus dieser Liga abstieg, ging der Verein freiwillig in die 2. Kreisklasse. Zwar konnte die Mannschaft in der Saison 2023/24 ohne Punktverlust direkt wieder in die 1. Kreisklasse aufsteigen, jedoch musste der Verein im Februar 2025 die Mannschaft wegen Spielermangels zurückziehen. Die in der OWL-Liga spielende Frauenmannschaft wird aufgrund Personalmangels nicht mehr in der Saison 2025/26 antreten. Der Verein steht vor der Auflösung.

### Pokal
Zweimal nahmen die Gütersloher Handballer am DHB-Pokal teil. Bei der ersten Teilnahme in der Saison 2009/10 scheiterte die HSG in der ersten Runde mit 29:31 an der SG Wift Neumünster. Die zweite Teilnahme folgte in der Saison 2011/12. Dort setzten sich die Gütersloher zunächst überraschend mit 30:27 gegen den Drittligisten TuS Spenge durch und scheiterten in Runde zwei mit 25:42 am Bundesligisten und amtierenden deutschen Meister HSV Hamburg. Für das Spiel gegen die Hamburger wich die HSG Gütersloh in die Bielefelder Seidensticker Halle aus und konnten rund 2500 Zuschauer begrüßen.

## Persönlichkeiten
- Peter Gerfen
- Frank-Michael Wahl